# کفل‌شناسی

اشکال مختلفی از باسن که در کفل‌شناسی می‌توان ویژگی‌های مختلفی را به آنها نسبت دهد (از چپ به راست، از بالا به پایین: مربعی، به شکل V، به شکل قلب و گرد.

کفل‌شناسی یا رومپولوژی (به فرانسوی: Rumpologie) یک شبه‌علم مرتبط با چهره‌خوانی است که شامل خواندن آینده یک فرد از طریق مطالعه ویژگی‌های باسن و شکاف بین باسن‌ها (شکاف‌ها، چال‌ها، زگیل‌ها، خال‌ها، چین‌ها و غیره) می‌شود. 
این عمل پیشگویی چیزی مشابه کف‌بینی است.